# Phú Mỹ (Bình Dương)
Phú Mỹ is een phường van Thủ Dầu Một, een stad in de provincie Bình Dương.
Phú Mỹ is sinds mei 2012, toen Thủ Dầu Một werd verheven tot een stad, een phường. Daarvoor was het een xã.